# ولی هد (آلاباما)
ولی هد (به انگلیسی: Valley Head) شهرکی در شهرستان دیکلب ایالت آلاباما است که مساحت آن ۸٫۹۹ کیلومترمربع است و در سرشماری سال ۲۰۱۰ میلادی، ۵۵۸ نفر جمعیت داشته و تراکم جمعیتی آن، ۶۲٫۰۷ نفر در کیلومترمربع بوده است.